# Paul Duseigneur
Pour les articles homonymes, voir Duseigneur.
Paul Charles Duseigneur, né le 31 janvier 1822 à Crest (Drôme) et mort le 30 janvier 1895 à Lyon (6e arrondissement) est un photographe français.

## Biographie
Appartenant à une famille protestante de la Drôme, Paul Duseigneur s'établit comme photographe à Lyon à partir des années 1850 jusqu'aux années 1870. Il signe certains clichés du pseudonyme Domini.
Il est le frère d'Édouard Duseigneur-Kléber et l'oncle du peintre-graveur Georges Duseigneur.
Paul Duseigneur est l'auteur de nombreuses vues de villes et paysages du sud-est français, mais aussi de Suisse. Un important fonds de ses plaques et tirages se trouve à la BNF.
Il meurt à Lyon à la veille de son 73e anniversaire.